# Jan Willem Erisman
Jan Willem Erisman (Utrecht, 14 augustus 1961) is een Nederlandse wetenschapper. Hij is sinds 2020 hoogleraar Milieu en Duurzaamheid aan de Universiteit Leiden, binnen het Centrum voor Milieuwetenschappen Leiden (CML). Daarnaast is hij sinds 2023 voorzitter van de Wetenschappelijke Klimaatraad, een onafhankelijke raad die in 2022 werd opgezet en het kabinet adviseert over klimaatbeleid.

## Biografie
Jan Willem Erisman heeft na de MAVO en HAVO de HTS opleiding Chemische technologie gevolgd in Voorburg. In 1992 promoveerde hij op het proefschrift 'Atmospheric deposition of acidifying compounds in the Netherlands' aan de Universiteit Utrecht.
Na zijn studie werkte hij bij de Universiteit Utrecht en bij het RIVM waarbij hij ammoniakconcentratiemetingen deed, emissiekaarten maakte en verspreidingsmodellen ontwikkelde. In 2003 begon hij bij Energieonderzoek Centrum Nederland in Petten waar hij zich richtte op luchtkwaliteit, biomassa en milieuonderzoek.
In 2009 werd Erisman aangesteld als buitengewoon hoogleraar Integrale Stikstofstudies aan de Vrije Universiteit Amsterdam en in 2012 werd hij daarnaast directeur-bestuurder van het Louis Bolk Instituut.
Sinds 2020 werkt hij als hoogleraar Milieu en Duurzaamheid aan de Universiteit Leiden. Jan Willem Erisman staat ook wel bekend als de 'stikstofprofessor' en verscheen veelal in de media waarbij hij duiding en uitleg geeft over de stikstofcrisis.

## Publicaties
- Jan Willem Erisman & Koen van Wijk (2022). De melkveerevolutie. De lessen van de landbouwtransitie op Schiermonnikoog. Uitgeverij Noordboek. ISBN 9789056158651.[8]
- Stikstof. De sluipende effecten op natuur en gezondheid (2021). Jan Willem Erisman & Wim de Vries e.a. Uitgeverij Lias ISBN 978 90 8803 114 4 [9]
- Biodivers boeren. De meerwaarde van natuur voor het boerenbedrijf (2019) Jan Willem Erisman & Rosalie Slobbe. Uitgeverij Van Arkel ISBN 9789062240487[10]
- De vliegende geest. Ammoniak uit de landbouw en de gevolgen voor de natuur (2000) Jan Willem Erisman. BetaText. ISBN 9075541066[11]

- Gemeinsame Normdatei: 1265805237
- International Standard Name Identifier: 0000 0000 4731 3232
- Nationale Bibliotheek van Israël: 987007349407705171
- ORCID: 0000-0001-5058-7012
- Système universitaire de documentation: 201740087
- Virtual International Authority File: 305239001